# En vacker dag
«En vacker dag» (рус. Прекрасный день) — восьмой студийный сольный альбом шведского поп-рок музыканта Пера Гессле, вышедший 1 сентября 2017 года (цифровая дистрибуция) и 22 сентября 2017 года (физические носители). Альбом является заключительной частью проекта, в который входит выпущенный 28 апреля 2017 года восьмой сольный альбом Гессле «En vacker natt» (рус. Прекрасная ночь), а также летний гастрольный тур «En vacker kväll» (рус. Прекрасный вечер).
Как и предыдущий альбом, «En vacker dag» был выпущен на собственном лейбле Гессле Space Station 12 в сотрудничестве с Sony/BMG.
Этот альбом посвящён памяти Бенгта Гессле и Элизабет Гессле, брата и матери музыканта соответственно, которые ушли из жизни в последние годы.

## История записи

### Название альбома
В интервью порталу RoxetteBlog Гессле сказал, что записал песню «En vacker dag» (Прекрасный день) и хотел, чтобы именно она открывала второй альбом с одноимённым названием. Поэтому, первый диск получил название «En vacker natt» (Прекрасная ночь), а гастрольный тур между ними, соответственно «En vacker kväll» (Прекрасный вечер).

### История записи
Альбом представляет слушателю вторую часть материала, записанного на Blackbird Studios в городе Нэшвилл, штат Теннесси, США. Диск является логическим продолжением предыдущего альбома «En vacker natt», так как было решено не делать один альбом длительностью около часа, а разбить материал на два диска. В работе над альбомом принимали те же музыканты, что и в работе над «En vacker natt».
Когда вышел первый альбом проекта «En vacker natt» в пресс-релизе было объявлено, что и во втором альбоме «En vacker dag» все песни будут записаны на шведском языке, кроме последней. Это должна была быть англоязычная композиция, исполненная дуэтом с Джесикой Свитмен, как дань городу Нэшвиллу, где записывался альбом, и культуре кантри. Однако, за месяц до выхода самого альбома «En vacker dag» был выпущен пресс-релиз, посвящённый именно этому альбому и оказалось, что все 8 композиций шведскоязычные, а дуэта с Джессикой Свитмен в этом альбоме не будет. Никаких других комментариев от Пера Гессле или его звукозаписывающей компании по этому поводу не последовало.

## Виды релизов
Первоначально выход альбома планировался на 1 сентября 2017 года, однако позже дата выхода была перенесена на 22 число того же месяца. Несмотря на это, онлайн сайты группы Amazon и другие начали предлагать альбом для покупки и скачивания онлайн уже 1 сентября.
- компакт-диск
- виниловая пластинка (чёрный винил, обычное издание)
- виниловая пластинка (зелёный винил, ограниченное издание) — изначально сообщалось, что винил будет жёлтого цвета
- цифровая дистрибуция (digital download)

## Оформление альбома
Оформлением альбома традиционно занимался шведский дизайнер и график Пэр Викхольм. Так как предыдущий альбом «En vacker natt» посвящён сестре музыканта Гунилле Гессле и для обложки была выбрана её фотография, в оформлении альбома «En vacker dag» использована фотография Элизабет Гессле, матери музыканты. Альбом «En vacker dag» посвящён памяти матери музыканта Элизабет и его брата Бенгта Гессле.
Фотографии для буклета и промо-изображения музыканта сделал нидерландский фотохудожник Антон Корбейн. Когда Гессле был в Нэшвилле, ему позвонил Корбейн, который в этот момент находился в Новом Орлеане. Артисты договорились о дне съёмок и все фотографии были сделаны за один день. Фото сессия состоялась 31 октября 2016 года в Нэшвилле, Теннесси, США.

## Музыканты
Основные
- Пер Гессле — вокал, акустическая гитара, губная гармоника
- Андерс Херрлин — электро бас-гитара
- Хелена Юсефссон — бэк-вокал и основной вокал
- Кристофер Лундквист — акустическая гитара, электро гитара, электро бас гитара, контрабас, клавишные, мандолина, флейта, перкуссия, бэк-вокал
- Кларенс Эверман — клавишные

При участии
- Дэн Дагмор[англ.] — pedal steel, резонатор
- Стьюарт Дункан[англ.] — скрипка
- Элизабет Гудфеллоу — ударные

А также
- Томас Эбрелиус — скрипка, альт
- Линнея Хенрикссон — вокал
- Йон Хольм[швед.] — вокал

## Список песен
| №  | Название                                              | Автор(ы)   | Длительность |
| -- | ----------------------------------------------------- | ---------- | ------------ |
| 1. | «En vacker dag»                                       | Пер Гессле | 3:58         |
| 2. | «Det är vi tillsammans (дуэт с Йоном Хольмом)»        | Пер Гессле | 3:52         |
| 3. | «Känns som första gangen (дуэт с Линнеей Хенрикссон)» | Пер Гессле | 4:16         |
| 4. | «Trodde inte mina ögon»                               | Пер Гессле | 3:38         |
| 5. | «Parentes»                                            | Пер Гессле | 4:19         |
| 6. | «Känn dej som hemma»                                  | Пер Гессле | 3:48         |
| 7. | «Ge allt du kan»                                      | Пер Гессле | 2:58         |
| 8. | «Fyrklöver»                                           | Пер Гессле | 2:44         |

### Дуэты
Перед выходом альбома «En vacker natt» в интервью шведскому радио P4 Halland Гессле прокомментировал, что в двух альбомах вместе будет 6 дуэтов, по три в каждом. В первом альбоме «En vacker natt» — с Хеленой Юсефссон, Ларсом Виннербэком и Саванной Чёрч, а на втором альбоме «En vacker dag» — с Линнеей Хенрикссон, Йоном Хольмом и Джессикой Свитмен. Все песни исполнены на шведском языке, за исключением двух: с Саванной Чёрч и Джессикой Свитмен (Джессика С.) — на английском языке. Тем не менее, при объявлении списка песен в альбоме «En vacker dag», оказалось, что все песни в альбоме будут шведскоязычные; что касается песни-дуэта с Джессикой Свитмен, никаких дополнительных комментариев или разъяснений со стороны музыканта и его звукозаписывающей компании сделано не было.
Йон Хольм — шведский певец, гитарист и автор песен, легенда современной шведской музыки. Когда Гессле был подростком, он писал уже тогда знаменитому Хольму письма. В 2016 году музыкант осуществил свою мечту и спел со своим кумиром дуэтом.
Линнея Хенрикссон — шведская певица родом, как и сам Гессле, из Хальмстада. В 2013 году она выступала на разогреве перед концертом Roxette в своём родном городе, в том числе исполнив свой сингл «Lyckligare nu».

### Обзор песен
- Про песню «En vacker dag» Пер Гессле сам рассказал следующее: в 1998 году после долгого перерыва Roxette записывали альбом «Have a Nice Day» (1999) в Марбелье, Испания. После выхода предыдущего альбома Roxette прошло 4 года, за это время как Пер так и Мари написали много новых песен, из которых для записи «Have a Nice Day» было отобрано 33. «Walk on, Lonely Eyes» была одной из отобранных песен, однако в альбом всё же не попала. Позднее Гессле перевёл текст песни на шведский язык и отдал её шведскому певцу Фредди Вадлингу (1951—2016). Под названием «Måla mitt minne» она была записана в альбоме Вадлинга «Jag är monstret[швед.]» (2005)[4]. В 2016 году при записи нового альбома в Сконе и Теннесси Гессле решил использовать эту песню, переведённую на шведский язык и исполнить её лично в своём собственном сольном альбоме — в данном случае композиция получила название «En vacker dag» и дала название всему диску[5].

1 июля 2000 года открылся Эресуннский мост между датской столицей Копенгагеном и шведским городом Мальмё. Пера Гессле попросили написать песню в классическом стиле, которая могла бы прозвучать во время торжественной церемонии открытия моста. Он, а также продюсеры Roxette Кларенс Эверман и Кристофер Лундквист переработали мелодию песни «Walk on, Lonely Eyes», таким образом родилась инструментальная композиция «View from a Bridge», которая и была исполнена при торжественном открытии переправы.
Демоверсия песни «Walk on, Lonely Eyes» была записана в хальмстадской студии «Tits & Ass» 16 декабря 1999 года.
Версию песни под названием «Måla mitt minne» Гессле хотел включить в свой сольный альбом «Mazarin», однако и в этот альбом песня не попала. Демоверсия «Måla mitt minne» была записана 19 ноября 2002 года в хальмстадской студии T&A.
Демоверсия песни «En vacker dag» была записана в хальмстадской студии «T&A» 20 и 21 июля 2016 года при участии хальмстадской певицы Анны Лённберг-Вульден (швед. Anna Lönnberg-Volden). Она же годом ранее записала с Гессле домоверсию песни «Let Your Heart Dance With Me», которая позже вошла в альбом Roxette «Good Karma» (2016).
- «Parentes» написана под влиянием музыки 1960-х годов, поклонником которой является Гессле[10].

Обложка цифрового сингла «Känn dej som hemma (Kid A Remix)»

- Песня «Känn dej som hemma» была написана Пером Гессле, однако её ранее записала Мари Фредрикссон в своём сольном альбоме «Nu!» (2013). На диске «En vacker dag» Гессле исполняет собственную версию. Через полтора месяца после выхода самого альбома эта песня в виде ремикса (Kid A Remix) была выпущена как первый сингл.
- Написанная Гессле песня «Ge allt du kan» ранее исполнялась шведской группой Sven-Ingvars.

## Чарты
В день выхода альбома 22 сентября 2017 года, на 14:35 EDT альбом занял позиции в iTunes:
- Швеция — 1
- Словакия — 9
- Норвегия — 31
- Нидерланды — 104
- Россия — 141
- Германия — 200

## Синглы
- «Känn dej som hemma (Kid A Remix)»

13 октября 2017 года в формате цифровой дистрибуции был выпущен ремикс на песню «Känn dej som hemma» в качестве первого сингла из альбома.

## Отзывы критиков
- От шведской газеты «Aftonbladet» альбом получил такую же оценку, 3/5, как и его предшественник. Обозреватель Пер Магнуссон называет музыку Гессле в этом альбоме «органическим кантри попом» и отмечает, что похожие песни могла записать и группа The Monkees. Кроме того, отмечается, что в текстах Гессле не боится банальных рифм, но так как «жизнь на самом деле вполне банальна», и каждый день может быть описан его песнями, «поэтому его песни так трогательны». Лучшей песней в альбоме называется «Känn dig som hemma»[12].
- Обозреватель шведской газеты «Expressen» Андерс Нунстед также ставит альбому оценку 3/5. Лучшими песнями в альбоме Нунстед называет дуэт с Йоном Хольмом «Det är vi tillsammans», а также «Fyrklöver», «Känn dej som hemma» и «Parentes». Обозреватель называет музыканта «светлым прекрасным (!) шведским автором песен о лете» (швед. ljust vackra (!) svenska sommarvisor, sic!). Тем не менее, по мнению обозревателя, заглавную песню в альбоме Гессле «написал на автопилоте», а композиция «Trodde inte mina ögon» также «не является материалом для Нобелевской премии».

Нунстед отмечает дуэт с Йоном Хольмом — лучшую композицию альбома. Смешение хриплого голоса Хольма с детским хором — то, что по мнению Нунстеда заставляет песню «цвести». Дуэт с Линнеей Хенрикссон «Känns som första gången» настолько хорош, по мнению обозревателя, что баллады известного шведского исполнителя Никласа Стрёмстеда по сравнению с этой песней «немного меркнут».
- По Тидхольм, обозреватель шведской «Dagens Nyheter» оценивает альбом на 3/5[14].
- Пэр Далерус, обозреватель уппсальской «Uppsala Nyheter» ставит альбому оценку 7/10 и отмечает, что Гессле по-прежнему «записывает хороший материал, который, однако, оказывается слабее, чем на предыдущих дисках». Лучшими треками в альбоме называются дуэты с «легендарным» Йоном Хольмом и Линнеей Хенрикссон[15].